# Distrikt Puquina
Der Distrikt Puquina liegt in der Provinz General Sánchez Cerro in der Region Moquegua in Südwest-Peru. Der Distrikt besitzt eine Fläche von 594 km². Beim Zensus 2017 wurden 2608 Einwohner gezählt. Im Jahr 1993 lag die Einwohnerzahl bei 3622, im Jahr 2007 bei 2979. Die Distriktverwaltung befindet sich in der 3084 m hoch gelegenen Ortschaft Puquina mit 865 Einwohnern (Stand 2017). Puquina befindet sich 23 km westnordwestlich der Provinzhauptstadt Omate.

## Geographische Lage
Der Distrikt Puquina liegt an der Südflanke der Cordillera Volcánica im Nordwesten der Provinz General Sanchez Cerro. Das Areal wird nach Süden zum Río Tambo entwässert. Dieser fließt entlang der südöstlichen Distriktgrenze nach Südwesten. Im äußersten Nordwesten befindet sich das Gebirgsmassiv des Vulkans Pichu Pichu.
Der Distrikt Puquina grenzt im Südwesten an den Distrikt La Capilla, im Westen an den Distrikt Polobaya, im äußersten Nordwesten an den Distrikt Pocsi, im Norden an den Distrikt San Juan de Tarucani (alle drei zuvor genannten Distrikte befinden sich in der Provinz Arequipa), im Osten an die Distrikte Coalaque und Omate sowie im Süden an den Distrikt Moquegua (Provinz Mariscal Nieto).